# Fabrizio Barca
Fabrizio Barca, né le 8 mars 1954 à Turin, est un homme politique italien, membre du Parti démocrate (PD), et ministre pour la Cohésion territoriale du 16 novembre 2011 au 28 avril 2013.

## Biographie

### Famille et formation
Il est le fils de Luciano Barca, membre du Parti communiste italien (PCI), député puis sénateur entre 1963 et 1992. Après avoir obtenu une laurea en sciences statistiques et démographiques à l'université La Sapienza de Rome, il passe avec un succès Master of Philosophy (M.Phil.) d'économie à l'université de Cambridge.

### Parcours professionnel
En 1979, il intègre le service des études de Banque d'Italie. Promu directeur du service en 1991, il est nommé chef du département pour les Politiques de développement et cohésion au ministère des Finances en 1998. L'année suivante, il prend, jusqu'en 2006, la présidence du comité de l'Organisation pour la coopération et le développement économique (OCDE) pour les Politiques territoriales.
Relevé de ses fonctions au ministère des Finances en 2000, il les retrouve un an plus tard, au sein du ministère de l'Économie et des Finances. Il accède, en 2006, aux responsabilités de directeur général du ministère. Il renonce à ce poste en 2010, pour devenir conseiller spécial auprès de Johannes Hahn, commissaire européen à la Politique régionale.

### Vie politique

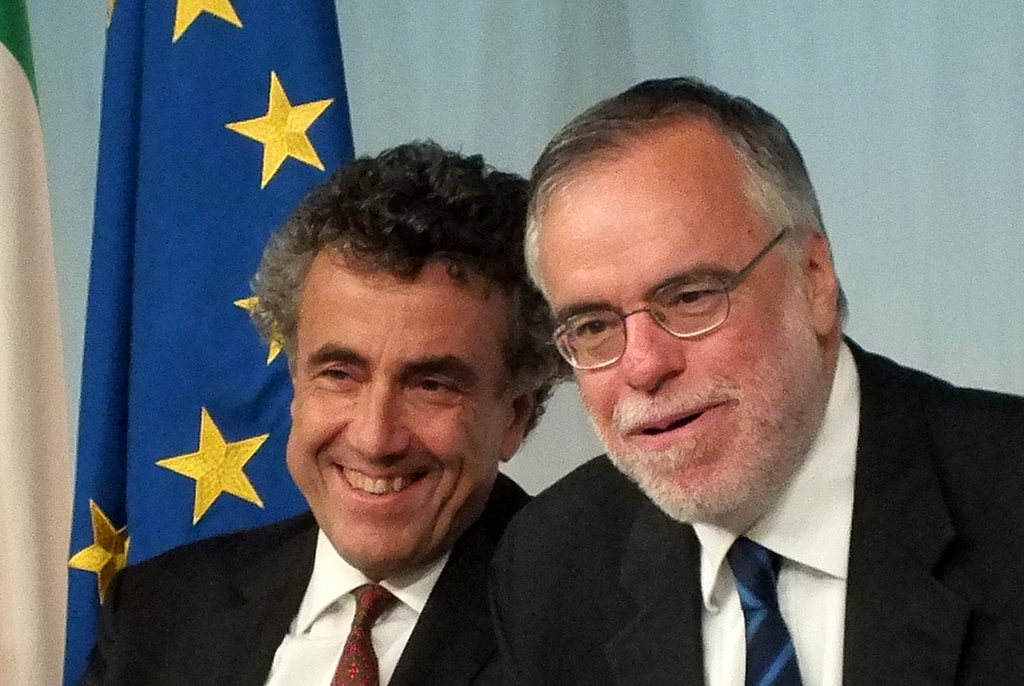
Barca et le ministre de la Coopération, Andrea Riccardi, en 2012.

Le 16 novembre 2011, Fabrizio Barca est nommé ministre pour la Cohésion territoriale dans le gouvernement technique de Mario Monti. Sa désignation à ce poste, avec principalement la responsabilité du Mezzogiorno, fait l'objet de fermes critiques de Roberto Calderoli, de la Ligue du Nord passée à l'opposition critique, qui dénonce alors la « création de ce ministère », oubliant qu'il existait déjà dans le gouvernement Berlusconi IV.
À la suite des élections générales anticipées des 24 et 25 février 2013, il décide de rejoindre le Parti démocrate (PD), et adhère le 11 avril suivant. Au cours de l'élection présidentielle d'avril suivant, il juge « incompréhensible » le refus de la direction du parti de soutenir la candidature de Stefano Rodotà, présentée par le Mouvement 5 étoiles (M5S), suscitant les critiques de Matteo Renzi, le tout dans la perspective du futur congrès du parti.

## Décoration
- Grand officier de l'ordre du Mérite de la République italienne (2 juin 1999)

## Publications
- avec F.M. Frasca, Considerazioni sul calcolo del reddito d'impresa in condizioni di incertezza, Servizio Studi della Banca d'Italia, Rome, 1983,
- avec Marco Magnani, Nuove forme dell'accumulazione nell'industria italiana, Banque d'Italie Rome, 1985
- Allocazione e riallocazione della proprietà e del controllo delle imprese: ostacoli, intermediari, regole, Banque d'Italie, Rome 1993,
- On corporate governance in Italy: issue, facts and agenda, Fondazione Eni Enrico-Mattei, Milan, 1996,
- avec Elmar Altvater, Libero mercato e democrazia, Fondazione internazionale Lelio Basso, Rome, 1996,
- Imprese in cerca di padrone: proprietà e controllo nel capitalismo italiano, Laterza, Rome, 1996,  (ISBN 88-420-4383-4),
- sous la dir. de Barca, Amatori & autres, Storia del capitalismo italiano: dal dopoguerra a oggi, CDE, Milan, 1998
- (en) Post-War istitutional shocks: the divergence of Italian and Japanese corporate governance models, université de Sienne, 1998,
- Il capitalismo italiano: storia di un compromesso senza riforme|editore, Donzelli, Rome, 1999,  (ISBN 88-7989-481-1),
- Misurare per decidere: utilizzo soft e hard di indicatori nelle politiche di sviluppo regionale, Ministère (italien) de l'économie et des finances, département pour les Politiques de développement. Unité d'évaluation des investissements publics, Rome, 2004,
- Federalismo, equità, sviluppo: i risultati delle politiche pubbliche analizzati e misurati dai conti pubblici territoriali, Il Mulino, Bologne, 2006,  (ISBN 88-15-11485-8),
- Italia frenata: paradossi e lezioni della politica per lo sviluppo, Donzelli, Rome, 2006,  (ISBN 88-603-6001-3),
- avec Maurice Aymard, Conflitti, migrazioni e diritti dell'uomo: il Mezzogiorno laboratorio di un'identità mediterranea, Rubettino, Soveria Mannelli, 2002,  (ISBN 88-498-0361-3)